# Heinz-Günther Borck
Heinz-Günther Borck (* 17. April 1942 in Berlin) ist ein deutscher Archivar und Historiker. Er war von 1991 bis 2007 Leiter der Landeshauptarchivs Koblenz und Leiter der Landesarchivverwaltung Rheinland-Pfalz.

## Leben
Borck studierte Geschichte, Latein, Mittellatein, Philosophie und Pädagogik an der Freien Universität Berlin. Nach der Promotion (1968) absolvierte er als Referendar des Landes Niedersachsen von 1968 bis 1970 den archivarischen Vorbereitungsdienst an der Archivschule Marburg. Seine berufliche Laufbahn begann er als Assessor am Niedersächsischen Staatsarchiv Osnabrück (1970–1975). Dann wechselte er als Archivdirektor an das Stadtarchiv Hildesheim, das er zusammen mit der Stadtbibliothek Hildesheim insgesamt 15 Jahre leitete (1976–1991). Gleichzeitig übernahm er 1978 den Vorsitz in der Arbeitsgemeinschaft der Niedersächsischen Kommunalarchive (ANKA). 1991 folgte die Rückkehr ins staatliche Archivwesen. Er wurde in Nachfolge von Franz-Josef Heyen Direktor des Landeshauptarchivs Koblenz und Leiter der Landesarchivverwaltung Rheinland-Pfalz. Von 1991 bis 2007 war er Geschäftsführer der Kommission des Landtages für die Geschichte des Landes Rheinland-Pfalz, deren wissenschaftlichem Ausschuss er seit 2007 angehört. Seit April 2007 befindet er sich im Ruhestand.
Borck ist seit 1993 Lehrbeauftragter an der Universität Trier für Verfassungsgeschichte, Landesgeschichte und Archivkunde (seit 2002 Honorarprofessor). Von 2002 bis 2015 war er Vorstandsmitglied im Gesamtverein der deutschen Geschichts- und Altertumsvereine, der ihn am 17. November 2018 zum ersten Ehrenmitglied in der 166-jährigen Vereinsgeschichte ernannte; 1991–2008 war er Vorsitzender des Vereins für Geschichte und Kunst des Mittelrheins. Er ist Mitglied der Vereinigung für Verfassungsgeschichte.
2012 wurde er vom Evangelischen Gemeindeverband entsandtes Mitglied des Seniorenbeirates der Stadt Koblenz, dessen Vorsitzender er seit 2014 ist. Dabei hat er sich in Umsetzung der im Europäischen Jahr des aktiven Alterns und der Gemeinsamkeit der Generationen 2012 an die Staatsregierungen gerichteten  Forderungen der Nikosia-Konferenz nach verbesserter gesellschaftlicher und politischer Teilhabe älterer Menschen nicht nur für eine seniorenfreundliche Stadtentwicklung in Koblenz eingesetzt, sondern auch aktiv noch bestehende Benachteiligungen in Kirche (Altersgrenze der Evangelischen Kirchenordnung im Rheinland), Staat (Altersgrenze bei Schöffen) und Gesellschaft (u. a. wirtschaftliche Nachteile bei Versicherungen und Krediten) bekämpft.

## Schriften
- (Hrsg.): Quellen zur Geschichte der Stadt Hildesheim im Mittelalter. Hildesheim 1986.
- Der Schwäbische Reichskreis im Zeitalter der französischen Revolutionskriege. (1792–1806). Kohlhammer, Stuttgart 1970.